# Sba'leuk
Sba'leuk, jedna od desetak skupina Skagit Indijanaca, plemena porodice salishan iz američke države Washington, čiji se teritorij nalazio u dolini rijeke Skagit od Birdsviewa do Concrete. Glavno naselje nalazilo se na mjestu današnjeg gradića Concrete.